# Mitromorpha apollinis
Mitromorpha apollinis é uma espécie de gastrópode do gênero Mitromorpha, pertencente a família Mitromorphidae.